# 高川経生
高川 経生（たかがわ つねお、TAKAGAWA Tuneo、1972年8月28日 - ）は、日本のソフトテニス選手。中学時にナショナルチーム入り。

## 来歴
東京都出身。駒大付属高ー日本体育大学-NTT西日本広島-ヨネックス。1993東アジア競技大会が国際大会初代表。

## 四大国際大会戦績
- 1994アジア競技大会 国別対抗団体戦銅メダル、ダブルスベスト8（上松明裕・高川経生）
- 1995世界選手権 国別対抗団体戦優勝、ダブルスベスト8（中堀成生・高川経生）
- 1996アジア選手権 国別対抗団体戦第三位、ダブルスベスト8（中堀成生・高川経生）
- 1998アジア競技大会 国別対抗団体戦第三位 ダブルスベスト8（中堀成生・高川経生）
- 1999世界選手権 国別対抗団体戦第三位 ダブルス準優勝（中堀成生・高川経生）
- 2000アジア選手権 国別対抗団体戦優勝 ダブルスベスト4（中堀成生・高川経生）
- 2001東アジア競技大会 ダブルス優勝（中堀成生・高川経生） 国別対抗団体戦優勝
- 2002アジア競技大会 国別対抗団体戦準優勝 ダブルスベスト8（中堀成生・高川経生）
- 2003世界選手権 国別対抗団体戦第三位、ダブルスベスト8（中堀成生・高川経生）、シングルス準優勝
- 2004アジア選手権 シングルス準優勝、国別対抗団体戦第三位、ダブルスベスト8（中堀成生・高川経生）
- 2005東アジア競技大会 ダブルス銅メダル（ シングルス準優勝） 国別対抗団体戦銀メダル
- 2006アジア競技大会 国別対抗団体戦金メダル ダブルス銅メダル（中堀成生・高川経生）
- 2007世界選手権 国別対抗団体戦優勝 ダブルス第三位（中堀成生・高川経生）、ミックスダブルス第三位（上原絵里・高川経生）
- 2008アジア選手権 国別対抗団体戦準優勝 ダブルス準優勝（中堀成生・高川経生）
- 2010アジア競技大会 ダブルス銅メダル（中堀成生・高川経生） 国別対抗団体戦銅メダル

## 主な戦績
- 1991天皇杯全日本ソフトテニス選手権　第三位（清水賢二・高川経生）
- 1993天皇杯全日本ソフトテニス選手権　準優勝（森田英世・高川経生）
- 1994天皇杯全日本ソフトテニス選手権　準優勝（森田英世・高川経生）
- 1995天皇杯全日本ソフトテニス選手権　優勝（中堀成生・高川経生）
- 1996天皇杯全日本ソフトテニス選手権　優勝（中堀成生・高川経生）
- 1997天皇杯全日本ソフトテニス選手権　優勝（中堀成生・高川経生）
- 1998天皇杯全日本ソフトテニス選手権　第三位（中堀成生・高川経生）
- 1999天皇杯全日本ソフトテニス選手権　優勝（中堀成生・高川経生）
- 2000天皇杯全日本ソフトテニス選手権　準優勝（中堀成生・高川経生）
- 2001天皇杯全日本ソフトテニス選手権　優勝（中堀成生・高川経生）
- 2005天皇杯全日本ソフトテニス選手権　優勝（中堀成生・高川経生）
- 2006天皇杯全日本ソフトテニス選手権　優勝（中堀成生・高川経生）
- 2008天皇杯全日本ソフトテニス選手権　ベスト8（中堀成生・高川経生）
- 2009天皇杯全日本ソフトテニス選手権　優勝（中堀成生・高川経生）
- 2010天皇杯全日本ソフトテニス選手権　優勝（中堀成生・高川経生）
- 2011天皇杯全日本ソフトテニス選手権　第三位（村上雄人・高川経生）

- 1995 全日本シングルス選手権 ベスト8
- 1998 全日本シングルス選手権 準優勝
- 2000 全日本シングルス選手権 第三位
- 2004 全日本シングルス選手権 優勝

- 2008 全日本インドア 優勝（中堀成生・高川経生）
- 2004 全日本インドア 優勝（中堀成生・高川経生）
- 2002 全日本インドア 優勝（中堀成生・高川経生）
- 2001 全日本インドア 優勝（中堀成生・高川経生）
- 2000 全日本インドア 優勝（中堀成生・高川経生）
- 1999 全日本インドア 優勝（中堀成生・高川経生）
- 1997 全日本インドア 優勝（中堀成生・高川経生）
- 1996 全日本インドア 優勝（中堀成生・高川経生）